# Dolina płaskodenna
Dolina płaskodenna – dolina rzeczna o płaskim dnie, w obrębie którego mieści się koryto i terasy rzeczne.
Dolina ta powstaje na skutek erozji bocznej rzeki lub zasypania istniejącej doliny aluwiami. 
Dolina płaskodenna występuje we wszystkich strefach klimatycznych.